# Oidium sesami
Oidium sesami är en svampart som först beskrevs av Y.S. Paul & J.N. Kapoor, och fick sitt nu gällande namn av Hosag., Vijay., Udaiyan & Manian 1992. Oidium sesami ingår i släktet Oidium och familjen Erysiphaceae.   Inga underarter finns listade i Catalogue of Life.